# Nořičí hora
Nořičí hora je hora v Moravskoslezských Beskydech, 3 km jihovýchodně od Trojanovic a 1,5 km severně od Tanečnice, na severní rozsoše Radhošťského hřbetu. Na vrcholu je geodetický bod.

## PR Nořičí
Vrchol a přilehlé prudké suťovité svahy jsou součástí přírodní rezervace Noříčí, vyhlášené 22.7.1955 na celkové rozloze 37,9027 ha. Předmětem ochrany jsou zachovalé jedlobukové lesy s bohatým bylinným patrem a výskytem ohrožených druhů živočichů. Žije zde například mlok skvrnitý, ořešník kropenatý, holub doupňák, jeřábek lesní, kos horský či puštík obecný. Území rezervace je také součástí životního prostoru rysa ostrovida.

## Přístup
Přístup po neznačené hřebenové cestě z Tanečnice přes Zmrzlý vrch (1,5 km). Tanečnice je přístupná po červené turistické značce z Pusteven na Čertův mlýn (1 km).